# Remopleurididae
A Remopleurididae a háromkaréjú ősrákok (Trilobita) osztályának az Asaphida rendjéhez, ezen belül a Remopleuridioidea öregcsaládjához tartozó család.

## Rendszerezés
A családba az alábbi nemek tartoznak:
| - Aktugaiella - Amphitryon - Aotiaspis - Apatokephalina - Apatokephaloides - Apatokephalops - Apatokephalus - Apiflabellum - Arator - Artokephalus - Atratebia - Auricula - Binervus - Blosyropsis - Deanokephalus - Diplapatokephalus - Dislobosaspis - Eoapatokephalus - Eorobergia - Haniwa - Hastiremopleurides - Hexacopyge - Hualongella - Hukasawaia - Hypodicranotus - Ivshinaspis - Jiia - Jingheella - Jinshaella - Kainella - Kainellina - Kainelloides - Lacorsalina | - Lingukainella - Lohanpopsis - Loshanella - Lulongia - Makbelaspis - Mendosina - Menoparia - Naustia - Oculeus - Poletaevia - Portentosus - Praepatokephalus - Proapatokephalops - Pseudokainella - Pugilator - Remopleurella - Remopleurides - Remopleuridiella - Richardsonaspis - Richardsonella - Robergia - Robergiella - Scinocephalus - Sculptaspis - Sculptella - Sigmakainella - Sunocavia - szinonimája: Cavia - Spinacephalus - Taishania - Teratorhynchus - Tibikephalus - Tramoria - Yosimuraspis |